# Dedza Mountain
Dedza Mountain (la muntanya Dedza) és una muntanya situada al districte de Dedza, just al nord de la ciutat de Dedza, dins de la regió central de Malawi. És una muntanya que arriba als 2.198 metres d'altitud (2.186 m segons altres fons), i de prominència.
La reserva forestal de la muntanya de Dedza es va establir el 1926 i cobreix una àrea de 2.917 ha. Les plantacions de pins introduïts cobreixen gran part de la muntanya, però hi ha restes de boscos perennes de muntanya autòctons prop del cim i boscos de ribera als barrancs. Els boscos autòctons acullen nombroses orquídies epífites i altres espècies.

## Clima
El clima és humit i subtropical. La temperatura mitjana és de 19 °C. El mes més càlid és octubre, a 26 °C, i el més fred és juny, a 16 °C. La pluja mitjana és de 1.011 mil·límetres per any. El mes més plujós és gener, amb 317 mil·límetres de pluja, i el més sec és juliol, amb 5 mil·límetres.